# Puch bei Weiz
Puch bei Weiz é um município da Áustria, situado no distrito de Weiz, no estado da Estíria. Tem 24,76 km² de área e sua população em 2019 foi estimada em 2.066 habitantes.